# Édouard Charlet
Pour les articles homonymes, voir Charlet.
Édouard Charlet, né « Charles Marie Louis Édouard Charlet » le 12 février 1873 à Lyon, mort pour la France le 25 septembre 1915 à Saint-Hilaire-le-Grand dans la Marne, était un officier français sorti de Saint Cyr (École spéciale militaire de Saint-Cyr). Il s’est notamment illustré au Sahara où il a occupé différents postes de 1896 à 1913, puis pendant la Première Guerre mondiale en Champagne, où il a été tué sur le front.
Djanet, oasis du sud-est du Sahara, a porté le nom de Fort-Charlet de 1915 à 1962, en souvenir de son action au Sahara.

## Les premières années
Édouard Charlet est né en 1873 au sein d’une famille lyonnaise dont il restera très proche toute sa vie. Il la fera profiter d’une abondante correspondance, qui constitue une mine d’informations sur sa vie militaire et le contexte dans lequel elle se déroule. Il rencontre au Sahara des personnalités comme François-Henry Laperrine, Lyautey, Charles de Foucauld et bien d’autres, qui ont marqué la vie de l’Algérie au début du XXe siècle. Édouard Charlet intègre Saint-Cyr en 1893 (promotion Jeanne d’Arc) et en ressort officier d’infanterie. Après deux années de garnison en province, à Gap, il s’embarque pour l’Algérie où, dans un premier temps, il rejoint le 1er régiment de zouaves à Alger.

## Les affaires indigènes de 1899 à 1907: Boghar, Marnia, Ghardaïa, El Abiod
Après deux ans de vie de garnison à Alger, Charlet rejoint le «Service des affaires indigènes», qui a pris la suite des Bureaux arabes de la conquête. Ses agents, officiers placés en position hors cadre de leur corps, ont pour mission d’administrer les vastes territoires qui n’ont pas encore été confiés à l’autorité civile. Dans ces différents postes il est tour à tour et en même temps, juge de paix, policier, militaire, ingénieur agronome, bâtisseur, collecteur d’impôts, etc.
Fin 1901, une quinzaine d’années après le Père Charles de Foucauld, Charlet vit la même aventure de voyager au Maroc, encore interdit, pour une mission moitié exploration, moitié renseignement. Cette expédition, à l’insu de ses supérieurs, lui vaut d’être mis aux arrêts, puis muté à Ghardaïa. Charlet y mène des tâches d’administration et de contacts avec les chefs locaux. Il laisse sa marque à Ghardaïa car il y construit les halles. Charlet est ensuite nommé, en 1904, chef de poste d’El Abiod Sidi Cheikh, dans le sud oranais, avec à nouveau la mission d’administrer et d’aménager. Il construit un barrage, un hôpital, une palmeraie, des potagers. Il a aussi la tâche de parcourir le grand erg oriental, à la tête de ses méharistes, pour protéger les caravanes, régulièrement attaquées et pillées par les Marocains et les tribus dissidentes. Il connaît à cette occasion la vie au désert, très éprouvante, s’organisant autour des puits, dans une atmosphère étouffante le jour et glaciale la nuit. Lui et la cinquantaine d’hommes qui le suivent ne sont jamais à l’abri d’une embuscade, d’une razzia et de coups de feu.

## Les affaires indigènes de 1907 à 1913: Alger, le Maroc, le Tidikelt
Après huit années d’aventures sahariennes, Charlet se « recivilise » (lettre à ses parents) en prenant un poste de chef de bureau des Affaires indigènes à Alger, qu’il occupera 4 ans. Il est chargé de toute la question politique marocaine, et de la province d’Oran. Il participe à deux opérations militaires, sous couvert de pacification, à la tête de goums. De décembre 1907 à février 1908, il marche sur le Maroc oriental sous les ordres de Lyautey, puis en juin 1908, il débarque à Casablanca pour quatre mois de campagne et entre dans la ville d’Azemmour. Dans ces circonstances, sa connaissance des hommes, de leur langue, du Maroc, fait merveille pour avancer de façon la plus pacifique possible.
C’est alors que le capitaine Charlet est nommé à un poste prestigieux : il prend la tête de la Compagnie saharienne du Tidikelt (elles ont été fondées en 1902 par le Commandant François-Henry Laperrine), dont les ambitions vont jusqu’au Tassili N'Ajjer, zone également convoitée par les ottomans du Fezzan. Il commande environ 400 arabes de la tribu des Chaamba, ennemis jurés des touaregs, ainsi que 50 gradés français dont le capitaine Lehuraux (à l'époque encore sous-officier), auteur de sa biographie, et les lieutenants Edmond Ardaillon, Boize, Depommier, Gardel (Son petit-fils s'inspirera de ces officiers Méharistes pour écrire le roman Fort Saganne), etc. Tous sont revêtus de « la gandourah blanche, burnous noir, pantalon de cotonnade bleue, baudriers et ceintures à chargeurs en cuir rouge, pieds nus … » (lettre à son père). À In Salah, Charlet est aussi saisi par le désir de construire, toujours aussi entreprenant et actif. Il irrigue, assainit les sols, améliore les puits, plante avec ardeur. Mais il parcourt aussi son territoire et est même amené à faire une tournée de 6 400 km, presque entièrement à pied à côté de son mehara.

## Le retour en France: le3erégimentde zouaves
En juillet 1913, Edouard Charlet revient en France, en garnison à Sathonay-Camp, où il assure le commandement du 5e bataillon du 3e régiment de zouaves. Un an plus tard, c’est la déclaration de guerre. Très vite, le bataillon embarque à Lyon à destination de la frontière belge. Le commandant Charlet est blessé une première fois et rejoint son régiment dans les tranchées de Bois-Saint-Mard, où il vivra des mois dans des tranchées, menant plusieurs offensives. Charlet est blessé une deuxième fois. Le 25 septembre 1915, le bataillon est en première ligne dans une attaque que le maréchal Joffre veut décisive en Champagne. Charlet est tué le même jour que le chef de corps du régiment, le lieutenant-colonel Louis. Des 1 000 hommes de son bataillon, il n’en revint que 120. Les 2 600 hommes du 3e régiment de zouaves furent réduits à 685. La tombe du commandant Edouard Charlet, héros du Sahara se trouve au grand cimetière militaire de Somme-Suippe, juste à côté de celle du lieutenant-colonel Louis, chef de corps du 3e Zouaves, tué le même jour.

## Décorations
- Médaille coloniale (agrafe Sahara) 1901
- Mérite agricole (chevalier août 1906)
- Officier d’académie (novembre 1908)
- Légion d’honneur (Chevalier décembre 1908. Officier novembre 1914)
- Croix de guerre, 3 palmes
- Étoile noire du Bénin
- Médaille du Maroc (Casablanca, Oudjda) élément A
- Médaille coloniale (agrafe AOF)
- Officier du Nichan Ifthikar